# Enkelriktad funktion
En enkelriktad funktion är inom datavetenskapen  en matematisk funktion sådan att det är enkelt att beräkna värdemängden, men svårt att invertera, dvs hitta invärdet i definitionsmängden som avbildas ett givet funktionsvärde. Med "svårt" menas i bemärkelsen komplexitetsteoretiskt.